# Макс Хавелар (фильм)
«Макс Хавелар или кофейные аукционы голландской торговой компании» (нидерл. Max Havelaar of de koffieveilingen der Nederlandsche handelsmaatschappij) — художественный фильм голландского режиссёра Фонса Радемакерса, снятый в 1976 году по одноимённому роману писателя Мультатули (1860). Стал номинантом на Оскар в категории «лучший иностранный фильм» от Нидерландов в 1977 году.
Большая часть фильма снята в Индонезии.

## Сюжет
Голландский офицер-идеалист Макс Хавелар пытается бороться с несправедливостью и угнетением на колониальной Яве.

## Награды
- Специальный приз жюри на международном кинофестивале в Тегеране (1977)
- Почётный приз международного кинофестиваля в Неаполе (1978)
- Премия «Бодил» за лучший неамериканский фильм в Дании (1981).

## Отзывы критиков
- Винсент Кэнби (Нью Йорк Таймс) назвал фильм «чрезвычайно длинным, откровенным и хорошо разработанным противоречием терминов». По его мнению, «это кино, которое выставляет на свет голландский колониализм XIX века в выражениях романтических и наивных, так что зритель всегда на шаг впереди, даже несмотря на приятие экзотической флоры и фауны Индонезии». «Самый интересный аспект [фильма] — это цветная фотография Ян де Бонта, который ... печатает чёрно-белые негативы поверх цветных»[1].

Фильм был запрещён к показу и распространению в Индонезии до 1990-х годов.